# Eugenie Goldstern
Eugenie Goldstern (Odessa, 1 de maio de 1884 – Campo de extermínio de Sobibor, 14 de junho de 1942) foi uma antropóloga e etnógrafa russa, radicada na Áustria. 
Fez estudos pioneiros sobre a cultura típicas das populações dos Alpes suíços.

## Biografia
Eugenie nasceu na cidade de Odessa, em 1884, em uma família judia, tendo sido a mais jovem entre os 14 filhos do casal. Em 1905, a família se mudou para a Áustria e cinco anos depois ela ingressou no curso de antropologia da Universidade de Viena. Lá pode estudar com Michael Haberlandt, o principal estudioso do folclore e de arte de povos nativos. Posteriormente, tanto Michael quanto seu filho, Arthur Haberlandt, se tornariam apoiadores do Terceiro Reich e cortariam relações com seus colegas judeus.

## Carreira
Seus estudos se concentravam na cultura e nos povos dos Alpes, focando na comuna de Bessans. Sua monografia sobre a região foi uma das primeiras já escritas, onde ela detalhou aspectos sobre a vida e a economia em uma vila nas montanhas europeias. Sua pesquisa começou em 1912 e ela ficou na comunidade durante o inverno de 1913 e 1914. Na Suíça, teve o apoio do etnógrafo Arnold van Gennep. 
Eugenie documentou o desaparecimento da vida austera da região bem como cenas de trabalho e documentou seu artesanato e fabricação de brinquedos nos mínimos detalhes. Como refugiada, o tema escolhido e a pesquisa impecável foram informados por seu duplo senso de exílio e pertencimento. Suas pesquisas se distanciara, da opinião acadêmica típica da época, que retratava a cultura dos Alpes como idealizada e imutável. Sua saúde foi prejudicada durante sua estada e mais tarde ela teve que passar 7 meses em uma clínica.
Eugenie tinha especial interesse na fabricação de brinquedos na região, feitos à mão. Seu primeiro e alguns de seus últimos artigos publicados no periódico austríaco de etnografia, Wiener Zeitschrift für Volkskunde, tratava deste assunto em especial. Posteriormente ela doaria vários desses brinquedos e itens coletados em suas pesquisas de campo para o Museu de Etnologia de Viena.
A eclosão da Primeira Guerra Mundial interrompeu seus trabalhos de campo. Assim ela retornou para a universidade, onde obteve seu doutorado pela Universidade de Friburgo, em 1920, sob a orientação de Paul Girardin. Como uma mulher em um campo dominado por homens e no clima cada vez mais anti-semita da Áustria, Eugenie lutou para encontrar uma posição permanente em sua área. No final da década de 1920, Eugenie parou de publicar e retirou-se de sua pesquisa de campo. Em 1937, seu trabalho junto de von Gennep, foi apresentado em uma exposição sobre Savoie na Exposição Universal de Paris.

## Perseguição e morte
Após a anexação da Áustria pela Alemanha Nazista, em 1938, leis anti-semitas foram instauradas no país, fazendo com que muitos judeus fugissem do país. Vários familiares de Eugenie fugiram de Viena a tempo, mas ela permaneceu na cidade, de onde foi deportada para o Campo de extermínio de Sobibor, na Polônia, onde foi morta em 14 de junho de 1942, aos 58 anos.

## Homenagem póstuma
Entre 2004 e 2005, o Museu de Etnologia de Viena expôs a coleção de arte folclórica suíça de Eugenie, em uma exposição chamada "Ur-Ethnographie." O Musée dauphinois e o Musée savoisien também expuseram dados sobre seu trabalho e sua vida em 2007.

## Publicações
- Alpine Spielzeugtiere. Ein Beitrag zur Erforschung des primitiven Spielzeuges, em: Wiener Zeitschrift für Volkskunde, 29. Jg., Heft 3-4, Viena, 1924
- Beiträge zur Volkskunde des Lammertales mit besonderer Berücksichtigung von Abtenau (Tännengau), em: Zeitschrift für österreichische Volkskunde, Viena, 1918
- Bessans, Vie d'un village de haute Maurienne, tradução de Francis Tracq e Melle Schaeffer, Challes-les-Eaux 1987
- Eine volkskundliche Erkundungsreise im Aostatale (Piemont). (Vorläufige Mitteilung), em: Wiener Zeitschrift für Volkskunde, 28. Jg., Heft 1, Viena, 1923
- Hochgebirgsvolk in Savoyen und Graubünden. Ein Beitrag zur romanischen Volkskunde. I. Bessans, Volkskundliche monographische Studie über eine savoyische Hochgebirgsgemeinde (Frankreich). II. Beiträge zur Volkskunde des bündnerischen Münstertales (Schweiz), Viena, 1922